# Psicologia de la memòria
La Psicologia de la memòria és la branca de la psicologia que estudia la memòria i la seva relació amb la resta de processos cognitius. El concepte de memòria fa referència al sistema d'emmagatzematge i recuperació de la informació. Consta de tres processos bàsics:
- Transformació de la informació captada pels sentits en dades manipulables pel cervell
- Emmagatzematge de les dades
- Recuperació de la informació.

## Models
Al llarg de la història de la psicologia hi ha hagut diferents models que explicaven les característiques psicològiques de la memòria:
- Anys 60-70: Model computacional, s'entenia l'ésser humà com un ordinador i el més important era estudiar les passes seqüencials del processament de la informació. Aquestes teories les va començar a proposara Charles S. Peirce el 1909. Així es va iniciar un debat entre els defensors de la "lògica" i els defensors de les "xarxes semàntiques" com a fonament de la memòria, un debat que va acabar obsolet, ja que les xarxes semàntiques són una forma de lògica.[2]
- Anys 70: Els models proposats durant aquesta època coincidien en la importància de l'existència d'una memòria a curt termini com a concepte clau d'emmagatzematge. (Model d'Atkinson–Shiffrin, Model de memòria associativa, etc.)[3][4]
- Anys 80 i posteriors: Entra el concepte de memòria de treball i els models proposen ajudar a entendre les múltiples formes de processament de la informació, en especial com actua el cervell quan s'està realitzant una tasca que requereix fer servir la memòria.[5]

### Model de xarxa d'estructura jeràrquica
Aquest model, tot i que ja superat, és la base de molts dels models actuals. Postulat per Allan M. Collins i M. Ross Quillian als anys 60 aquest model entén la memòria com una teranyina formada per nòduls (que serien conceptes o esquemes) i enllaços que unirien els mòduls. Segons aquest model, la memòria es podria representar mitjançant una xarxa semàntica d'estructura jeràrquica. Els autors diferenciaven entre 5 tipus diferents d'enllaços. Quan es fa una recerca d'informació, l'activació es difon primer pels enllaços des del nòdul que s'ha estimulat i es propaga per aquells nòduls directament relacionats amb el concepte, i així successivament. Aquest model també es coneix amb el nom de "Model de xarxa semàntica".

### Model ACT
Proposat per J.R.Anderson i seguint els postulats del model de xarxa semàntica, el model ACT , que estava pensat per explicar qualsevol conducta humana es diferenciava de l'anterior, en el fet que entenia que la propagació de l'activació era molt més ràpida que no pas com ho postulaven els autors del model de xarxa semàntica, així com que l'activació no prosseguia quan l'esquema deixava d'estar activat. Aquest model a més, pressuposava que múltiples fonts podien iniciar el procés, a diferència del que deien els defensors del model de xarxa.

### Models connexionistes
Els models connexionistes, trenquen amb l'analogia de l'ordinador basada en un procediment seqüencial i propugnen que el cervell humà necessita un processament en paral·lel i una representació distribuïda o sigui, que el coneixement s'emmagatzema en la connexió de les relacions de les unitats de processament, no en les mateixes unitats. Aquestes unitats equivalen a neurones o xarxes de neurones i les connexions serien les sinapsis.

## Trastorns de la memòria
- Amnèsia Retrògrada: És la dificultat per recordar fets que ocorregueren abans de la malaltia o el trauma cranial que provocà l'amnèsia de l'individu.
- Amnèsia Anterògrada: És la dificultat per guardar records de fets que ocorren després de la malaltia o el trauma causant de l'amnèsia.
- Amnèsia Global o Síndrome amnèsic: És la dificultat per recordar fets tant anteriors com posteriors a la malaltia o el trauma sofert.
- Síndrome de Korsakoff: Trastorn més freqüent d'amnèsia per causa orgànica, normalment habitual en problemes d'alcoholisme, es pot dividir en dues etapes.
  - Fase aguda o encefalopatia de Wernicke: Confusió mental i desorientació, dèficits neurològics que poden remetre amb l'administració de tiamina.
  - Fase crònica o fase de Korsakoff: Simptomatologia progressiva que pot encaminar cap a la mort. Dèficits amnèsics i continu estat de confusió, apatia i manca d'espontaneïtat, funcions intel·lectuals no afectades o afectades lleugerament.
- Hipoamnèsia: Disminució de la capacitat de la memòria per una dificultat tant en la retenció de dades com en l'evocació.